# Phyt'air
 (novembre 2012).
 (août 2019).
Le programme Phyt’air est un programme français de recherche portant sur la faisabilité de l'épuration de l’air à l'intérieur des bâtiments par des plantes, et sur leur capacité de bioindication de la qualité de l'air intérieur. Il s'est déroulé en 3 phases, de 2001 à 2012.
Le programme a conclu que l'absorption des polluants par les plantes n'était pas significative, et avantageusement remplaçables par l'aération et la ventilation.

## Air intérieur
La qualité de l’air extérieur fait depuis les années 1970 l'objet de nombreuses études, d'alertes et de mesures mais la qualité de l’air intérieur n'a l'attention du public et des spécialistes que depuis peu.
Or, un occidental urbain moyen passe plus de 80 % de son temps à l’intérieur. Et il est fréquent que l'air intérieur soit plus pollué que l'air extérieur (pour certains paramètres au moins), c'est pourquoi la maîtrise de la pollution des ambiances intérieures est un des objectifs des approches de type HQE (Haute qualité environnementale). L'utilisation d'organismes vivant pour épurer l'air intérieur ou extérieur est un des sous-objectifs d'un projet de quinzième cible HQE.

### Principaux polluants et leurs sources
- Une première source de pollution de l'air intérieur est l'air extérieur. Les autres facteurs peuvent être liés à la nature des locaux, à leur histoire (peinture au plomb, amiante, ponçage, incendie, dégâts des eaux..) ou au comportement des occupants. Ces polluants ou « aérocontaminants » sont nombreux et peuvent être de nature très différentes (biologique, chimique ou physique). Leurs taux sont souvent variables dans le temps et dans l’espace, en fonction de la température, de l'agitation de l'air, de l'ensoleillement, etc. Ce sont notamment :
- Les composés organiques volatils, dont solvants évaporés de parfums, colles, peintures et encres d'imprimerie. On trouve aussi de nombreux solvants dégazant des matériels informatiques et électroménagers, etc.). 300 de ces composés ont été identifiés dans l'air intérieur, qui est parfois plusieurs fois plus pollués que l'air extérieur[1].
- Les particules, micro ou nanoparticules, gaz et vapeurs issus des combustions et de la cuisson (monoxyde (CO) et dioxyde de carbone (CO2), monoxyde (NO) et dioxyde d'azote (NO2), dioxyde de soufre (SO2), résidus d'hydrocarbures, et autres suies, (avec le cas particulier de la fumée de tabac..)
- Le radon (qui émane du sol ou de certains matériaux de construction)
- Des allergènes biologiques (poussières, pollens, moisissures, excréments d'acariens, formaldéhydes, fongicides, insecticides, produits anti-feu, insecticides, produits d’entretien, poils d'animaux domestiques…)
- Les particules ou fibres respirables en suspension dans l’air provenant de matériaux ou revêtement contenant de l'amiante, de la laine de roche, du plomb, etc.
- Les microorganismes (bactéries, moisissures, virus et autres microbes. Ils proviennent des aliments, des déchets organiques, ou des occupants (crachats, particules issus d'éternuements et autres fomites) ou ils viennent de l'extérieur (souvent adsorbés sur des poussières aéroportées, ou via des excréments de chiens, chats ou oiseaux, pollens et autres contaminants ramenés sous les semelles ou sur les vêtements).

## Dépollution par les plantes
Dans les années 1980, les premiers travaux scientifiques sur l'épuration de l'air intérieur par les plantes (l'un des domaines de la Phytoépuration) ont été initiés par le professeur Bill Wolverton de la NASA, aux États-Unis. Il était missionné depuis 1974 pour travailler sur l’élimination des composés chimiques générés par les matériaux de construction utilisés dans les navettes spatiales ou futures stations orbitales (milieux totalement confinés), afin que les astronautes puissent respirer un air plus sain. Il a produit une liste d'environ 50 plantes, notée chacune de 1 à 10 pour leur efficacité à absorber divers polluants.
Dans les années 1990, d'autres chercheurs, en Allemagne et aux États-Unis ont conforté les premiers résultats de Wolverton.
Depuis les années 2000, de nombreuses études ont approfondi cette question dans le monde entier (Australie, Allemagne, Angleterre, Canada, Chili, Corée, Chine, Géorgie, Japon et Russie) cherchant à mieux mettre en évidence (quantitativement et qualitativement) les propriétés épuratrices des plantes en pot ou en culture hydroponique vis-à-vis d’un certain nombre de polluants, notamment ceux de l’air intérieur. Mais les protocoles d'études étaient souvent trop différents pour facilement comparer ces études. À l'heure actuelle, en France, des recherches se poursuivent, dont via le projet Phyt'air.

## Projet Phyt'air
Il vise à mieux comprendre les mécanismes en jeu et à consolider les données scientifiques sur des questions telles que le dimensionnement minimal en surface foliaire nécessaire selon le volume de la pièce, la teneur en polluants, et leur nature.
La faculté de pharmacie de Lille, en partenariat avec le Centre scientifique et technique du bâtiment (CSTB), voulait étudier la faisabilité d'un système simple de bioépuration de l’air intérieur, avec dans le même temps la mise au point d'une méthode de qualification des plantes en vue de les utiliser comme bioindicateur. Ce projet s'inscrit dans les orientations du plan régional pour la qualité de l'air (PRQA) du Nord-Pas-de-Calais. Il peut aussi être support d'une filière économique appliquant les principes de la bioindication.
Une association « Plant'Airpur » fondée par Geneviève Chaudet (auteure d'un livre intitulé Les plantes dépolluantes), en 2000 accompagne le projet. Cette association de professionnels regroupe des producteurs et des distributeurs du secteur mais aussi des architectes d'intérieur, des paysagistes et des chercheurs.

## Programme Phyt'air
Développé de 2001 à 2012 par deux laboratoires de recherche (du CSTB de Nantes, et de la Faculté de pharmacie de Lille), il est cofinancé par les délégations régionales Nord-Pas-de-Calais et Pays de la Loire de l’ADEME et les régions Nord-Pas-de-Calais et Pays de la Loire. Son objectif, double, est de surveiller et d'épurer l'air intérieur grâce à des plantes vertes.
La phase I du programme Phyt’air, a consisté à comparer les méthodes et données de l’étude menée par Wolveton à celles des travaux de M. Cuny et Mlle Rzepka.

### Étude de Wolverton
En 1973, Wolverton avait identifié 107 produits composés organiques volatils susceptibles de polluer l'intérieur d'un vaisseau spatial, ce qui lui avait permis d'alerter la NASA sur les risques pour la santé des astronautes.
En 1984, les études publiées par la NASA, fondées sur des tests en laboratoire, démontraient que certaines plantes d’intérieur pouvaient épurer l'air d'espaces fermés de polluants tels que les COV. Pour affiner ses recherches, la NASA a construit un bâtiment totalement étanche dénommé « Biohome ». Il a été équipé de manière à reproduire l'habitat entièrement fonctionnel d'une personne. Le reste de l'espace intérieur a accueilli un réseau des « composants biorégéneratifs » entièrement composé de plantes et de leurs substrats de croissance. Le Biohome a aussi été équipé (sur chaque porte extérieure) de préleveurs d'échantillons d'air intérieur.
Des analyses d'air ont été faites avec un chromatographe de spectromètre de masse/en phase gazeuse (la masse spec/GC) avant la mise en place des plantes au sein du Biohome ; elles ont confirmé la présence de niveaux élevés de COV (au point d'induire une forte irritation oculaire voire un malaise respiratoire chez les personnes entrant dans l'enceinte (deux symptômes pouvant évoquer ce qu'on appelle aujourd'hui le « syndrome des bâtiments malsains ».
Des plantes d’intérieur ont ensuite été introduites dans le biohome, pour en évaluer la capacité d’absorption des COV de l'air. Les analyses ont alors montré qu'en présence de ces plantes et de leur substrat, les concentrations en COV avaient très fortement diminué.
C’est pourquoi cette étude a depuis souvent servi de référence, notamment pour le Programme Phyt’air. Néanmoins, quelques points de méthode posent des questions que le programme Phyt'air veut résoudre :
- les doses de COV utilisées pour l’étude de Wolverton, étaient très élevées, plus qu'elles ne le sont dans nos milieux habituels de vie.
- Wolverton n'a pas étudié la part éventuelle des microorganismes ou du charbon de bois ou de la matière organique présents dans le substrats des plantes vertes, pour l’épuration de l’air.

La diversité des méthodes employées s'explique par la volonté de dégager un protocole, sinon standardisé, pouvant au moins servir de ligne directrice pour les travaux futurs et qui permettra des comparaisons fiables de résultats d'étude différentes.

## Phases du Programme Phyt’air

### Phase I (2005 à 2007)
Elle a pour premier objectif la mise au point un protocole d’analyse permettant de qualifier des plantes au regard de leurs capacités à surveiller ou à épurer l’air ambiant. Le Programme utilise toujours les trois plantes déjà pré-testées et communément utilisées en plantes d'intérieur ;
- Scindapsus aureus (Lierre du diable ou pothos) ;
- Chlorophytum comosum (Plante araignée ou Phalangère) ;
- Dracaena marginata(Dragonnier ; dont la capacité à épurer le benzène et le n-hexane ont été confirmées en Australie en 2001).

La méthode découle des connaissances acquises dans le domaine de la biosurveillance de la pollution extérieure par les lichens ou les plants de tabac. Néanmoins, pour pouvoir interpréter et comparer les résultats, plusieurs conditions d'expériences étaient nécessaires :
- étude du rapport concentration finale sur concentration initiale, avec une injection unique de polluant sur 24h,
- injection d’une dose unique et observations des performances d'épuration pendant 24h,
- maintien de la température et de l’humidité constantes (pour la comparabilité des résultats, bien que ces paramètres varient dans la réalité),
- utilisation d'un éclairage naturel (avec ou sans ajout d'éclairage artificiel) pour reproduire l’éclairage tel qu'il existe dans l'habitat réel.

De plus, différentes configurations d’expositions ont été expérimentées pour différencier le rôle de chaque compartiment dans les phénomènes d’épuration. Six configurations différentes ont été testées :
1. Plantes avec sol, racines et microorganismes.
2. Pots avec terre, racines et microorganismes.
3. Plantes sans terre ni microorganismes.
4. Plantes avec des feuilles uniquement.
5. Terre et microorganismes.
6. Terre stérile.

Les plantes sont toutes exposées aux polluants dans des enceintes en verre, équipées pour mesurer et suivre l'évolution des concentrations en polluants.

#### Résultats obtenus
Comme il est possible de le faire pour les cellules animales, un test dit « test des comètes » a été réalisé sur les cellules végétales des plantes exposées. Il a mis en évidence une lyse du noyau cellulaire montrant que l'ADN des cellules végétales a été endommagé par l’exposition aux polluants. Ceci pose deux questions :
- Les cellules humaines, bien que fonctionnant différemment des cellules végétales, subissent elles des effets comparables ?
- Pour des raisons de clarté des résultats scientifiques, dans chaque expérience, les plantes n'ont été soumises qu'à un seul type de polluant à la fois (benzène, monoxyde de carbone, formaldéhyde), mais dans la vie courante, les individus sont exposés à des « cocktail » complexes de polluants. De plus, les plantes n’ont pas toutes le même potentiel d’absorption des polluants, et les performances d’une même plante varient selon le polluant. Ces expériences doivent donc maintenant être transposées en conditions plus proches de la réalité. Cela pourra se faire via des logiciels de modélisation qu'il faut d'abord caler sur des observations en vraie grandeur, qui seront faites dans un pavillon expérimental (phase III du Programme).

### Phase II (2007 à 2009)
Durant cette phase, l’équipe scientifique a intégré un chargé de recherche, qui a disposé de matériels plus sophistiqués et précis, dont pour le dosage des injections de polluants au sein des enceintes en verre.
Les plantes ont été exposées de manière unique et en continu, pour étudier l'épuration de l'air du CO, du benzène et du formaldéhyde. Il s'agissait :
- de suivre les paramètres biologiques développés dans le Programme Phyt'air I et de comparer les résultats. Les marqueurs cellulaires étaient mesurés avant, et après exposition, et pour certains suivis dans le temps pour appréhender les mécanismes de réparation cellulaire.

Pour préparer une méthode standardisée d’évaluation des végétaux et dans la perspective d'un label, deux axes de développement sont proposés :
- concernant l’exposition des végétaux : optimisation de la maîtrise des paramètres environnementaux (température et humidité) et essai de mise au point d’une mesure des performances épuratrices des plantes exposées en continu ;
- concernant les paramètres physiologiques : intégration d’une nouvelle enzyme (la glutathion réductase) venant compléter les données relatives aux enzymes déjà étudiées.

#### Résultats déjà obtenus sur les performances épuratoires
1. Les capacités d’épuration du sol sont confirmées.
2. Les résultats obtenus ne sont pas uniquement dépendants de la surface foliaire et la quantité de cires foliaires bien que pour la part d’absorption attribuable aux plantes, la densité du feuillage semble influer sur les performances observées.
3. L’hygrométrie et l'humidité du sol influent significativement sur les performances d’épuration du formaldéhyde (probablement essentiellement à cause des propriétés hydrophiles de ce polluant).
4. La lumière ne semble pas influer sur les performances d’épuration.

#### Résultats obtenus sur les atteintes physiologiques
1. Les résultats obtenus dans Phyt'air I sont confirmés.
2. Les polluants ont généré un stress oxydant qui se manifeste soit par la formation de MDA (Malondialdéhyde) et/ou par l’activation d’enzymes antioxydantes.
3. Lors des injections de benzène en mode continu, les mécanismes observés semblent proportionnels à la dose utilisée.
4. Les résultats (obtenus en laboratoire ou lors de tests dans les écoles) montrent des possibilités de biosurveillance de la qualité de l’air intérieur.

### Phase III
Cette étape vise à progressivement quitter les conditions de laboratoire (enceintes et conditions contrôlées) pour s'approcher des conditions de vie quotidiennes. Le Programme Phyt'air II a permis d’évoluer vers des conditions plus réalistes d'exposition et de doses, mais certains paramètres (volumes d'air, aération…) n'avaient pas encore pu être pris en compte. Or, ces variables sont incontournables pour évaluer les capacités effectives de végétaux, en conditions réelles, notamment dans la perspective du développement d'un système d’épuration. Pour cela le programme a intégré une biosurveillance de la pollution de l'air intérieur de 10 écoles, de 10 bureaux administratifs et de 20 exploitations agricoles.
Un des outils existant était le «  Laboratoire MARIA  » du Centre scientifique et technique du bâtiment (CSTB) qui constitue l'équivalent en volume d'une maison, équipé pour le suivi de très nombreux paramètres, dont les polluants, où des tests peuvent être réalisés sur les plantes. Cependant, cet équipement est coûteux et très demandé, ne permettant pas d'y faire les tests préliminaires.
Une étape intermédiaire a donc été l'utilisation d'un outil numérique visant à observer le comportement des polluants dans des pièces (dont les caractéristiques peuvent être modifiées) en présence des plantes, pour définir des scénarios réalistes, à ensuite valider dans l’équipement « Maria  ».

#### Méthodologie
Trois phases d'étude ont été mises au point avec le CSTB :
- Une Phase a porté sur la standardisation des cultures, afin de disposer de « matériel végétal » standard à exposer aux polluants. L'étude a aussi recherché s'il existait des matériaux capables d'augmenter soit le phénomène de dépollution (synergies) soit permettant une meilleure croissance végétale.
- La Phase 2  a consisté à exposer les végétaux, avec étude de la cinétique d'élimination des polluants de l'air pour chaque espèce végétale, avec évaluation d'une éventuelle bioaccumulation et bioindication, dans la perspective d'une réflexion finalisée sur l'application de possibles systèmes d'épuration dans les lieux de vie.
- La Phase 3 portait sur le conditionnement et l'utilisation des plantes dans les lieux. Cette phase a porté sur des essais progressifs faits dans des lieux différents.

#### Plantes et polluants concernés
À ce stade, le projet Phyt'air devait principalement porter sur trois plantes :
- Le Chlorophytum (Plante araignée ou Phalangère)
- Le Dracaena marginata (Dragonnier)
- Le Scindapsus aureus (Lierre du diable ou pothos)

Et sur quatre aérocontaminants :
- Le toluène (C6H5CH3)
- Le benzène (C6H6)
- Le monoxyde de carbone (CO)
- Le formaldéhyde (HCHO)

#### Résultats
Dans des conditions proches de celle de d’un logement moyen, avec sources multiples, et relativement faible exposition des plantes, c’est l’association sol/microorganismes/plante qui semble la plus active en termes d’absorption mais avec des rendements qui « ne permettent pas d’avoir une élimination significative ». Pour la qualité de l'air intérieur, la limitation des sources de polluants et une bonne aération restent donc prioritaires.
Les microorganismes du sol contribuent le plus à l’épuration de l’air quand ils sont associés au système racinaire d’une plante, donnée qui pourrait orienter de futurs systèmes actifs de biofiltration. Cependant les microbes des substrats horticoles sont encore mal connus. Il est probable que les populations microbiennes du sol puissent être optimisées pour une meilleure épuration.
Le programme PHYTAIR a aussi permis de montrer qu’aux doses habituelles, les polluants de l’air étudiés - s’ils n’affectent pas significativement l’aspect externes des végétaux - ont de réels effets négatifs au niveau cellulaire (inhibition de la photosynthèse, stress oxydant et génotoxicité), ce qui laisse penser que de nouveaux biomarqueurs ou test de pollution de l’air pourraient être créés.
Ces travaux ouvrent sur la recherche de mécanismes génétiques et sur le développement de tests de plus grande spécificité.

## Conclusions du programme
Le programme a conclu que, dans l'ensemble substrat-plante, l'absorption des polluants est principalement réalisée par le substrat. Ce rendement n'est néanmoins pas suffisant pour être réalisé en conditions réelles. L’aération et la ventilation sont des méthodes plus efficaces. L'ADEME s'est principalement fondée sur cette étude pour conclure que la notion de plante dépolluante n'est pas validée scientifiquement.
Le programme a permis de mieux comprendre les effets des polluants sur les végétaux et de mettre au point de techniques pour l’étude des mécanismes en jeu. Enfin, il a permis la mise au point d'une méthode de biosurveillance végétale de la qualité de l’air intérieur.